# Heteromeringia quadriseta
Heteromeringia quadriseta är en tvåvingeart som beskrevs av Lonsdale och Marshall 2007. Heteromeringia quadriseta ingår i släktet Heteromeringia och familjen träflugor. Inga underarter finns listade i Catalogue of Life.